# Маложенівка
Маложе́нівка — село в Україні, у Єланецькій селищній громаді Вознесенського району Миколаївської області. Населення становить 559 осіб. До 2020 року орган місцевого самоврядування — Маложенівська сільська рада.

## Населення

### Мова
Розподіл населення за рідною мовою за даними перепису 2001 року:
| Мова            | Кількість | Відсоток |
| --------------- | --------- | -------- |
| українська      | 510       | 91.23%   |
| російська       | 30        | 5.37%    |
| румунська       | 14        | 2.50%    |
| гагаузька       | 3         | 0.54%    |
| інші/не вказали | 2         | 0.36%    |
| Усього          | 559       | 100%     |